# Spänningsföljare

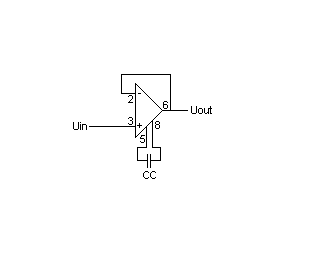
En frekvenskompenserad operationsförstärkare kopplad som spänningsföljare

Spänningsföljare kallas en elektrisk koppling där utspänningen är en lågimpediv kopia av inspänningen. Detta kan utföras med hjälp av en operationsförstärkare som i bilden bredvid eller med hjälp av diskreta transistorer. I fallet operationsförstärkare är alltså skillnadspänningen mellan plus- och minus-ingången alltid 0 V (åtminstone så länge OP:n jobbar linjärt). Detta är lätt att inse om man betänker att förstärkningen i princip är oändlig. Genom att koppla minusingången direkt till utgången inses således att utgången får samma spänning som plusingången och kommer därmed följa plusingången. Därav namnet spänningsföljare. Finessen är även att resistansen mellan dessa ingångar samtidigt är extremt hög (storleksordningen MegaOhm).

## Frekvenskompensering
I bilden bredvid syns även hur vissa operationsförstärkare såsom till exempel NE5534 måste frekvenskompenseras med hjälp av en kondensator CC (på 22 pF). Utan denna kondensator kommer nämligen operationsförstärkaren vara instabil och självsvänga som spänningsföljare. NE5534 är till exempel bara stabil ner till en förstärkning på 3. Under det måste den kompenseras enligt figur.
Vad man gör vid frekvenskompensering är att man ökar fasmarginalen så att operationsförstärkaren blir stabil även vid "Unity Gain" eller 0 dB förstärkning såsom i figur. I princip kan man förstå det genom att man med hjälp av CC drar ner förstärkningen innan fasen blir kritisk dvs 180 grader.